# Heloisa Murgel Starling
Heloisa Maria Murgel Starling (Minas Gerais, 1956) é uma historiadora, professora universitária, pesquisadora e escritora brasileira. Professora titular do Departamento de História da Universidade Federal de Minas Gerais, é autoridade nacional em estudos sobre a ditadura e a república brasileiras. Junto de Lilia Schwarcz, foi indicada ao 61º Prêmio Jabuti, na categoria Inovação, com o livro Brasil: uma biografia e na categoria Humanidades, com o livro Ser republicano no Brasil Colônia

## Biografia
Heloisa nasceu em Minas Gerais, em 1956. Ingressou no curso de Comunicação Social da Pontifícia Universidade Católica de Minas Gerais em 1975, formando-se em 1979. Apesar de querer ser historiadora, Heloisa também tinha gosto pela escrita e acreditava que o curso de Comunicação Social poderia fornecer a formação literária necessária. Concomitante com o curso na PUC, Heloisa ingressou em História pela Universidade Federal de Minas Gerais (UFMG), onde se graduou em 1981.
Pela UFMG concluiu o mestrado em história e pelo Instituto Universitário de Pesquisas do Rio de Janeiro defendeu o doutorado em 1997 onde estudou teoria política, história e ficção no livro Grande Sertão: Veredas. Desde 2012 é professora titular da UFMG, atuando no departamento de história. Já orientou 28 mestrados, 11 doutorados e supervisionou 6 estágios de pós-doutorado.
Seu primeiro livro foi sua dissertação de mestrado, Os senhores das gerais: os novos inconfidentes e o golpe de 1964, em 1986. Ao longo da carreira, publicou quase 50 livros, além de artigos científicos, capítulos de livros e colaborações para jornais e revistas literárias. Com Lilia Schwarcz escreveu o livro Brasil: uma biografia, lançado pela Companhia das Letras, livro ganhador do 61º Prêmio Jabuti, na categoria Livro do Ano, e A Bailarina da Morte (2020), livro que analisa a chegada da gripe espanhola ao Brasil, em 1918, o enfrentamento da pandemia e as semelhanças com a pandemia de COVID-19, em 2020.

## Publicações selecionadas
- A bailarina da morte: a gripe espanhola no Brasil com Lilia Schwarcz, Companhia das Letras, 2020;
- Ser republicano no Brasil colônia: A história de uma tradição esquecida, Companhia das Letras, 2018;
- Brasil: uma biografia com Lilia Schwarcz, Companhia das Letras, 2015;
- Imaginação da Terra: Memória e Utopia no Cinema Brasileiro, com Augusto Carvalho Borges, Editora UFMG, 2013;
- Sentimentos da terra: imaginação de reforma agrária, imaginação de República com Pauliane de Carvalho Braga, Editora UFMG, 2013;
- Imaginação da Terra: Memória e Utopia na Moderna Canção Popular, Editora UFMG, 2012;
- Uma pátria paratodos: Chico Buarque e as raízes do Brasil, Lingua Geral, 2010;
- Utopias Agrárias, com Marcela Telles e Henrique Estrada Rodrigues, Editora UFMG, 2008;
- Fundação Ezequiel Dias: um Século de Promoção e Proteção à Saúde, com Lígia Beatriz de Paula Germano e Rita de Cássia Marques, Editora UFMG, 2007;
- Sentimento de Reforma Agrária, Sentimento de República com Deisy Gonçalves de Paula e Juarez Rocha Guimarães, Editora UFMG, 2006;
- Decantando a república: inventário histórico e político da canção popular moderna brasileira. A cidade não mora mais em mim com Berenice Cavalcante e José Eisenberg, Nova Fronteira, 2004;
- Decantando a República: inventário histórico e político da canção popular moderna brasileira - Outras conversas sobre os jeitos da canção com Berenice Cavalcante e José Eisenberg, Nova Fronteira, 2004;
- Decantando a República: inventário histórico e político da canção popular moderna brasileira - Retrato em branco e preto da nação brasileira com Berenice Cavalcante e José Eisenberg, Nova Fronteira, 2004;
- Lembranças do Brasil; teoria política, história e ficção em Grande Sertão: veredas, Editora da IUPERJ, 1999;
- Os senhores das Gerais: os novos inconfidentes e o golpe militar de 1964, Vozes, 1986.